# محمد قريقع (فنان تشكيلي)
محمد قريقع فنان تشكيلي فلسطيني ومن أفضل عشرين شخصية مؤثرة حول العالم لعام 2015 ويعتبره البعض أنه من أفضل عشر شخصيات مؤثرة عربيا لعام 2017 ولد عام 2001 في حي الشجاعية بمدينة غزة أقام عددا من المعارض الشخصية كما شارك في العديد من المحافل الفنية في العالم استشهد عام في 17 من أكتوبر عام2023 أثناء القصف على مستشفى المعمداني بينما كان يتطوع هناك بهدف التخفيف عن الأطفال من وطأة الحرب والقيام بالأنشطة الترفيهيه واللعب.

## مهرجانات ومعارض
1. معرض قصة وطن[3] ومعرض رسالة سلام في غزة عام 2013
2. مهرجان المحرس للفن التشكيلي في تونس عام 2014
3. عضو لجنة تحكيم في مهرجان الرسوم المتحركة في إيران 2014
4. معرض نضالات أسير بريشة صغير[4] في غزة وتونس عام 2014
5. معرض قصة وطن[5] في غزة عام2015
6. معرض رسالة سلام[6] في غزة عام 2015
7. معرض طير حر[7] في غزة عام 2015
8. معرض عن النكبة الفلسطينية في جمهورية مصر العربية عام 2016
9. معرض لبيع أعمال الفنانين الفلسطينيين في دبي عام 2016
10. إقامة معرض طير حر في الولايات المتحدة الأمريكية وقطر والأردن عام 2016
11. ضيف شرف وفنان مشارك في الملتقى العربي للفن التشكيلي في قطر 2018

## أعمال تطوعية وتجارية
1. عمل دعائي لمركز طبي
2. فيديو ترويجي لشركة الوطنية موبايل بغزة
3. الرسم على وجوه النازحين في مستشفى الشفاء في عدوان 2014 على غزة
4. مشروع زكاة الموهبة: إهداء مرضى الكلى لوحات فنية
5. أعمال فنية في مزاد علني لدعم جمعيات ذوي الإعاقة
6. مجموعة أعمال دعائية لصالح شركة جوال والحملات الخاصة بها
7. رسم شعارات لمجموعة من محلات الملابس وتصوريها
8. مشروع حلم بسيط: رسم لوحة لكل شخص بقوم بكفالة حلم طفل وقد تم تحقيق حلم 360 طفل
9. وهو آخر اعماله التطوعية في مستشفى المعمداني بهدف التخفيف عن الأطفال ومشاركتهم في الأنشطة الترفيهية واللعب حيث تم قصف المشفي مخلفا أكثر من 500 قتيل فيما سمي بمجزرة المستشفى الأهلي المعمداني استشهد معهم محمد قريقع.

## أنشطة متنوعة
1. إلقاء محاضرة عن الرسم لعدد من الفصول الدراسية خلال زيارة للمدارس الفلسطينية في قطر عام 2017
2. عرض أعمال خلال تجمع أهل بيتونيا وتجمع الجالية المسلمة فًي عرض منفصل، شيكاغو 8